# Claes Lauritzen
Claes Gunnar Kjeldgaard Lauritzen, född 5 mars 1944 i Kungsholms församling i Stockholm, är en svensk läkare.
Claes Lauritzen är uppväxt i Varberg där fadern Gunnar Lauritzen var överläkare vid stadens tidigare sjukhus, Varbergs lasarett. Modern hette Inga Jansson och syskon är Monica och Jonas Lauritzen.
Han är medicine och filosofie doktor samt verksam som professor och överläkare vid Kraniofaciala enheten vid Sahlgrenska Universitetssjukhuset i Göteborg. 
Han är framförallt känd för sina kreativa lösningar inom den kraniofaciala kirurgin. Speciellt utmärker sig hans metod med fjädrar som placeras i fontanellplattor för att forma om och rätta till missbildade skallformar hos barn. Tillvägagångssättet minimerar behoven av stora och komplicerade kirurgiska ingrepp.